# 豐幌車站
豐幌車站（日语：／ Toyohoro eki */?）是一由北海道旅客鐵道（JR北海道）所經營的鐵路車站，位於日本北海道江別市豐幌，是JR北海道函館本線沿線的一個無人車站，屬於JR北海道本社（札幌總部）的直轄範圍。

## 車站結構
豐幌車站內設有相對式月台一對、兩條乘車線。車站站房設於鐵路線的南側，無人駐守的站房主要是委託由豐幌町自治會代為執行站內的打掃與自動售票機的管理等例行工作。

### 月台配置
| 月台 | 路線      | 方向 | 目的地                     |
| ---- | --------- | ---- | -------------------------- |
| 1    | ■函館本線 | 上行 | 江別、札幌、手稻、小樽方向 |
| 2    | ■函館本線 | 下行 | 岩見澤、瀧川方向           |

## 相鄰車站
北海道旅客鐵道
函館本線
■區間快速「石狩Liner」、■普通
江別（A09）－豐幌（A10）－幌向（A11）